# Refuge de la Pointe Percée
Das Refuge de la Pointe Percée, auch Refuge de Gramusset, ist eine Schutzhütte der Sektion Annecy des Club Alpin Français. Sie befindet sich in Frankreich im Département Haute-Savoie in der Region Auvergne-Rhône-Alpes auf 2164 Metern Höhe in der Aravis-Kette in der Gemeinde Le Grand-Bornand am Fuße der Pointe Percée.